# Веретейка (река)
Веретейка, Верэцья, Веретья (бел. Верацёйка) — река в Белоруссии, протекает по территории Гродненской области, правый приток Свислочи.
Длина реки — 35 км, площадь водосборного бассейна — 321 км², средний уклон реки 1,2 ‰, средний расход в устье 1,7 м³/с.
Исток реки находится у деревни Сборы на границе Волковысского и Берестовицкого районов. Верхнее течение проходит по Волковысскому району, в среднем течении река преодолевает короткий участок по Мостовскому району, нижнее течение лежит в Берестовицком районе. Направление течения в верховьях — северо-восток, затем — север, в нижнем течении река поворачивает на запад.
Долина от истока чёткая. Пойма преимущественно двусторонняя, её ширина 0,3—1,5 км, отдельные участки заболочены. Русло на всём протяжении канализировано, его ширина в межень 5—6 м. Возле деревни Старый Дворец создана запруда площадью 0,27 км². В пойме мелиоративные каналы.
Притоки: Залучанка, Бурчак. Берега преимущественно безлесые, плотно заселены.
Протекает через деревни Матейковщина, Матьковцы, Трумпы, Полошки, Залучаны, Репля, Духовляны, Петрашевцы, Лятки, Гудевичи, Дубляны, Радевичи, Ремутевцы, Ковали.
Впадает в Свислочь у деревни Ярмоличи.